# Liste der Baudenkmäler in Köditz
Auf dieser Seite sind die Baudenkmäler in der oberfränkischen Gemeinde Köditz zusammengestellt. Diese Tabelle ist eine Teilliste der Liste der Baudenkmäler in Bayern. Grundlage ist die Bayerische Denkmalliste, die auf Basis des Bayerischen Denkmalschutzgesetzes vom 1. Oktober 1973 erstmals erstellt wurde und seither durch das Bayerische Landesamt für Denkmalpflege geführt wird. Die folgenden Angaben ersetzen nicht die rechtsverbindliche Auskunft der Denkmalschutzbehörde.

## Baudenkmäler nach Gemeindeteilen

### Köditz
| Lage                       | Objekt                                  | Beschreibung | Akten-Nr.             | Bild                                    |
| -------------------------- | --------------------------------------- | --- | --------------------- | --------------------------------------- |
| Bahnhofstraße 7 (Standort) | Ehemaliges von Falkensteinsches Schloss | Zweigeschossiger Walmdachbau, 18. Jahrhundert, spätmittelalterlicher Kern                                       | D-4-75-141-1 Wikidata | Ehemaliges von Falkensteinsches Schloss |
| Hohbühlstraße 2 (Standort) | Evangelisch-lutherische Pfarrkirche     | Saalkirche mit eingezogenem Chor, Dachreiter, 1638–41, mit Ausstattung, wehrgangartiger Zugang, 16. Jahrhundert | D-4-75-141-2 Wikidata | weitere Bilder                          |

### Joditz
| Lage                                | Objekt                                             | Beschreibung                                                                                        | Akten-Nr.             | Bild           |
| ----------------------------------- | -------------------------------------------------- | --------------------------------------------------------------------------------------------------- | --------------------- | -------------- |
| Hirschberger Straße (bei Nr. 16) () | Kilometerstein                                     | runder Schaft mit beschriftetem Aufsatz und Dreieckgiebeln, Granit, letztes Viertel 19. Jahrhundert | D-4-75-141-13         |                |
| Jean-Paul-Gasse 1 (Standort)        | Pfarrhaus, Jean Pauls Jugendhaus 1765–76           | Walmdachbau, 18. Jahrhundert                                                                        | D-4-75-141-4 Wikidata | BW             |
| Jean-Paul-Gasse 2 (Standort)        | Evangelisch-lutherische Pfarrkirche Sankt Johannes | Saalbau mit Westturm, 1704; mit Ausstattung                                                         | D-4-75-141-3 Wikidata | weitere Bilder |
| Jean-Paul-Gasse 3 (Standort)        | Ehemalige Schule                                   | Zweigeschossiges, verputztes Walmdachhaus mit Schieferdeckung                                       | D-4-75-141-9 Wikidata | BW             |
| Schlegelweg 2 (Standort)            | Wohnstallhaus                                      | Zweigeschossig, mit Satteldach, Fachwerkobergeschoss, bezeichnet „1705“                             | D-4-75-141-6 Wikidata | Wohnstallhaus  |
| Von-Stein-Straße 3 (Standort)       | Ehemaliges Rittergut                               | Dreigeschossiger Satteldachbau, 1534, Giebel 1850                                                   | D-4-75-141-5 Wikidata | BW             |

### Lamitz
| Lage                                                                                        | Objekt       | Beschreibung | Akten-Nr.              | Bild |
| ------------------------------------------------------------------------------------------- | ------------ | --- | ---------------------- | ---- |
| Kreisstraße HO 8, bei Einmündung in Staatsstraße 2192 östlich von Gottsmannsgrün (Standort) | Kelleranlage | Schildmauer aus Bruchstein. Korbbogige Einfahrt mit Granitgewände, Schlussstein bezeichnet „1859“. Kreuzgratgewölbe und Trennmauern im Innern aus Ziegelsteinen gemauert. Ggf. Weiterführung eines vormaligen Bergwerks als Kelleranlage; nicht nachqualifiziert, im Bayerischen Denkmal-Atlas nicht kartiert | D-4-75-141-12 Wikidata | BW   |

### Saalenstein
| Lage            | Objekt                                   | Beschreibung                                                                                           | Akten-Nr.              | Bild           |
| --------------- | ---------------------------------------- | --- | ---------------------- | -------------- |
| A 72 (Standort) | Autobahnbrücke über die Sächsische Saale | Dreijochige Granit-Sichtquaderbrücke, mit halbrunden Türmen, Pfeiler mit Rundbogenöffnungen, 1937–1940 | D-4-75-123-10 Wikidata | weitere Bilder |

### Scharten
| Lage                        | Objekt    | Beschreibung                   | Akten-Nr.             | Bild |
| --------------------------- | --------- | ------------------------------ | --------------------- | ---- |
| Forsteckstraße 6 (Standort) | Burgstall | Schartenmauer, 14. Jahrhundert | D-4-75-141-7 Wikidata | BW   |

### Schlegel
| Lage                     | Objekt             | Beschreibung                                      | Akten-Nr.             | Bild |
| ------------------------ | ------------------ | ------------------------------------------------- | --------------------- | ---- |
| Scheibenweg 3 (Standort) | Ehemaliges Burggut | Zweigeschossiger Walmdachbau, 16./17. Jahrhundert | D-4-75-141-8 Wikidata | BW   |